# Jamie Beamish
Jamie Beamish (* 9. September 1976 in Waterford) ist ein irischer Schauspieler. 

## Persönliches
2007 wurde bei Beamish ein Hodgkin-Lymphom diagnostiziert, das nach einer sechsmonatigen Chemotherapie abklang. Ein Wiederauftreten 2009 wurde durch eine Stammzellentransplantation behandelt. Er unterstützt daher das Waterford’s SOLAS Cancer Support Centre.

## Ausbildung und Karriere
Beamish stammt aus Waterford in Irland. Am Waterford Institute of Technology erlangte er einen Abschluss in Musik. Sein erster Auftritt auf der Bühne war 1992 im Theatre Royal von Waterford für eine Produktion von Chicago. 1999 kam er an eine Schauspielschule nach London, wo er seit 2003 auf Theaterbühnen auftritt.
Seit den 2010ern ist er verstärkt vor der Kamera zu sehen, etwa in dem Film Love, Rosie – Für immer vielleicht und mit einer Nebenrolle in der Fernsehserie Will. Größere internationale Bekanntheit erlangte er durch Derry Girls und Bridgerton bei Netflix.
2022 wurde er der erste Residenzkünstler des Theatre Royal.

## Filmografie
- 2005: Judge John Deed (Fernsehserie, 1 Episode)
- 2007: Abbitte (Atonement)
- 2010: Robin Hood
- 2010: Just Inès
- 2011: Wer ist Hanna? (Hanna)
- 2012: Shakespeare: The King’s Man (Miniserie, 1 Episode)
- 2013: Die Borgias (The Borgias, Fernsehserie, 1 Episode)
- 2013: London Irish (Fernsehserie, 1 Episode)
- 2014: Pudsey – Ein tierisch cooler Held (Pudsey the Dog: The Movie)
- 2014: Love, Rosie – Für immer vielleicht (Love, Rosie)
- 2015: Pan
- 2017: Will (Fernsehserie, 10 Episoden)
- 2018: The Commuter
- 2018–2022: Derry Girls (Fernsehserie, 4 Episoden)
- 2019: Extra Ordinary – Geisterjagd für Anfänger (Extra Ordinary)
- 2020: Bridgerton (Fernsehserie, 2 Episoden)
- 2022–2024: Halo (Fernsehserie, 4 Episoden)
- 2022: Billy the Kid (Fernsehserie, 2 Episoden)